# Saranče vrzavá
Saranče vrzavá (Psophus stridulus) je druh hmyzu z řádu rovnokřídlí, čeledi sarančovití. Vyskytuje se vzácně na podhorských a horských loukách. Samečci jsou za letu nápadní červenými zadními křídly a hlasitým chřestivým zvukem.

## Popis
Saranče vrzavá má zavalité tělo. Zbarvení je značně variabilní, od šedočerné přes černohnědou, hnědou nebo rezavou s drobnými tmavými skvrnami. Krytky (přední křídla) mají stejnou barvu jako tělo, zadní křídla jsou cihlově červená s tmavým okrajem.
Samečci mají délku těla 19─25 mm, samičky jsou větší a jsou dlouhé 23─35 mm. Krytky a zadní křídla samiček jsou zkrácené a nedosahují ke konci zadečku. Samičky, na rozdíl od samečků, nelétají.

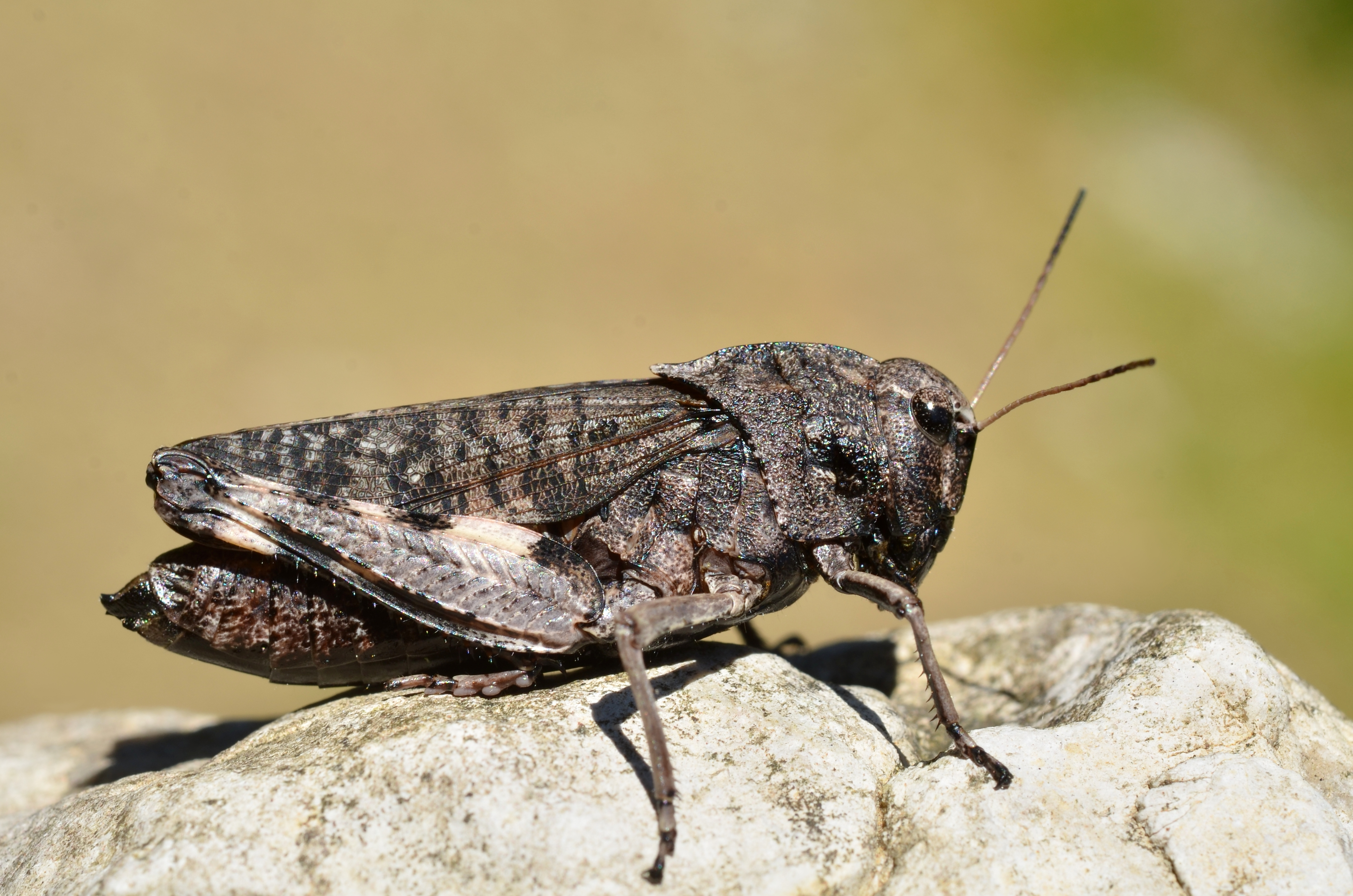
Samička saranče vrzavé

## Výskyt
Saranče vrzavá je eurosibiřský druh a je rozšířena od severního Španělska přes severní Itálii a severní Řecko až po Mongolsko a Koreu. Na severu dosahuje až po Skandinávii.
V západní Evropě došlo během posledních desetiletí k prudkému omezení výskytu a poklesu početnosti populací, a to vlivem úbytku vhodných biotopů.
V České republice byla saranče vrzavá v první polovině 20. století velmi hojná a v podhorských a horských oblastech byla jedním z nejběžnějších druhům sarančí. V současnosti je to vzácný druh, který vymizel z většiny našich pohoří. Největší současné populace jsou v Bílých Karpatech, Javorníkách a Hostýnsko-vizovických vrších.

## Stanoviště

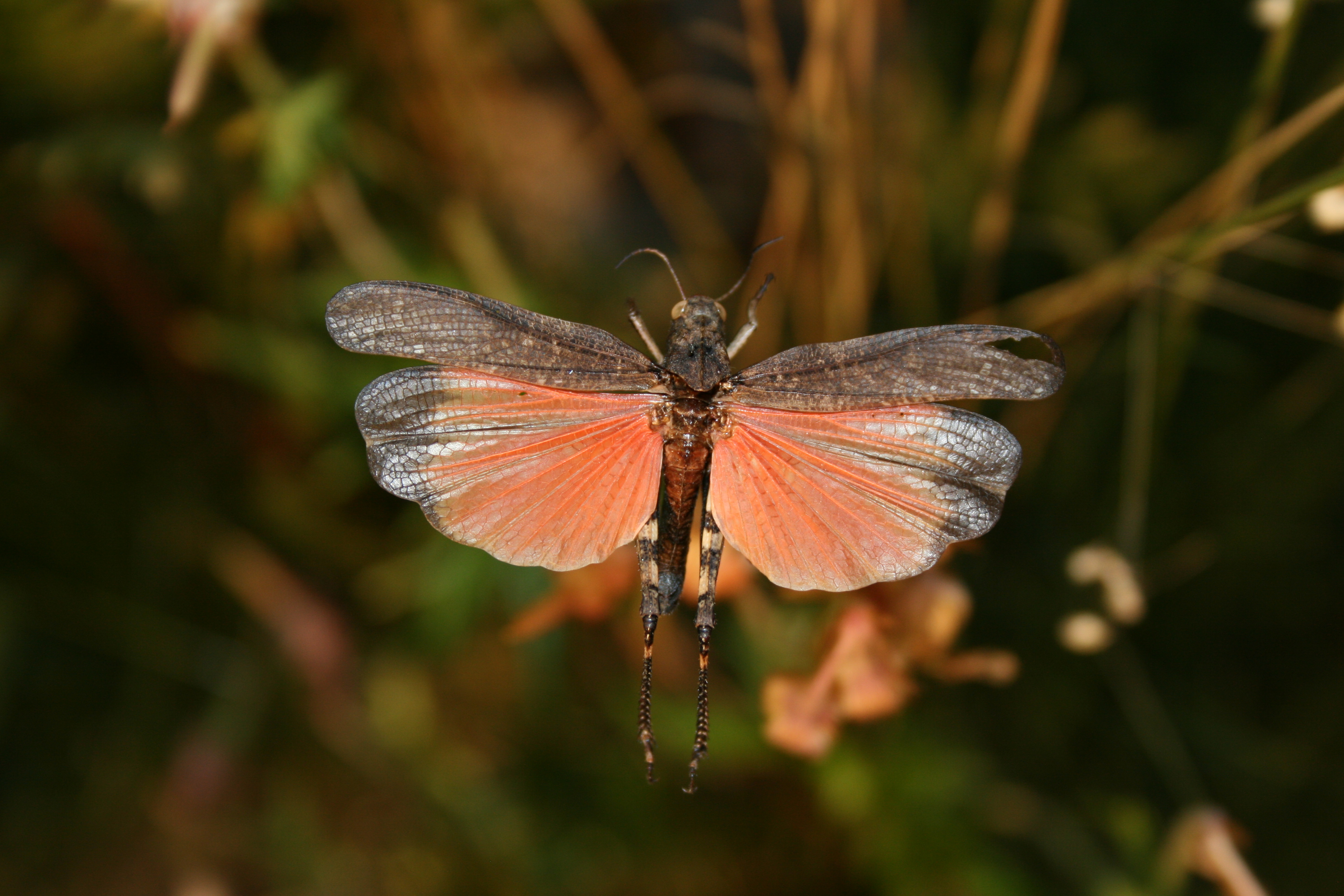
Letící sameček saranče vrzavé

Saranče vrzavá je podhorský až horský suchomilný druh vázaný na bezlesé biotopy s nízkou vegetací, zejména tedy na extenzivně obhospodařované louky a pastviny. Typickými lokalitami jsou krátkostébelné řídké trávníky na kamenitých jižně až jihozápadně orientovaných svazích.

## Způsob života
Dospělci se ve vhodných biotopech objevují v polovině července a přežívají do podzimu. Dospělci i nymfy se zdržují na výhřevných, nezastíněných místech. Vzhledem k tomu, že nelétavé samičky jsou méně pohyblivé, je pro ně výhodné shromažďovat se ve shlucích, tzv. „školkách“. Samečci se pak shlukují v jejich blízkém okolí. Samečci jsou během letu velmi nápadní, jak zvukově, tak i vizuálně. Za letu odhalují nápadná červeně zbarvená zadní křídla a vydávají chřestivý zvuk (viz níže).

### Rozmnožování
Před kopulací vydávají samečci tichý šustivý zvuk vyvolaný třením vnitřní strany stehen o krytky.
Samička klade vajíčka v ootékách do půdy nebo do spleti rostlin. Část nakladených vajíček přežívá v půdě i dvě zimní období. Nymfy se objevují koncem dubna až počátkem května a během vývoje procházejí čtyřmi (samečci) nebo pěti (samičky) instary.

### Potrava
Saranče vrzavá je býložravá a živí se listy bylin. Příležitostně ožírá i hmyzí mrtvolky.

### Stridulace
Samečci vydávají během letu hlasitý chřestivý zvuk vznikající klepáním křídel o krytky.

## Ohrožení a ochrana
V Červeném seznamu rovnokřídlého hmyzu ČR byla saranče vrzavá ještě v roce 2005 uvedena jako druh téměř ohrožený, ale vzhledem k jejímu rychlému úbytku byla v roce 2017 zařazena do kategorie ohrožený druh. Hlavním ohrožením je upouštění od tradičních forem obhospodařování podhorských a horských luk a pastvin.
Ochrana sarančí vrzavých, ale i jiných hmyzích druhů, spočívá zejména ve vhodně načasované pastvě. Přirozený návrat do regionů, ze kterých saranče vrzavá vymizela, je ale vzhledem k nelétavosti samiček problematický.